# Llista de trobadors en galaicoportuguès
La llista de trobadors en galaicoportuguès és classificada segons el lloc de procedència i comprèn aquells poetes i compositors medievals que van escriure poesia lírica en llengua galaica-portuguesa. Encara que tinguessin relació amb els trobadors occitans (vegeu Llista de trobadors), els en separa la llengua en la qual escriuen.

## Galícia

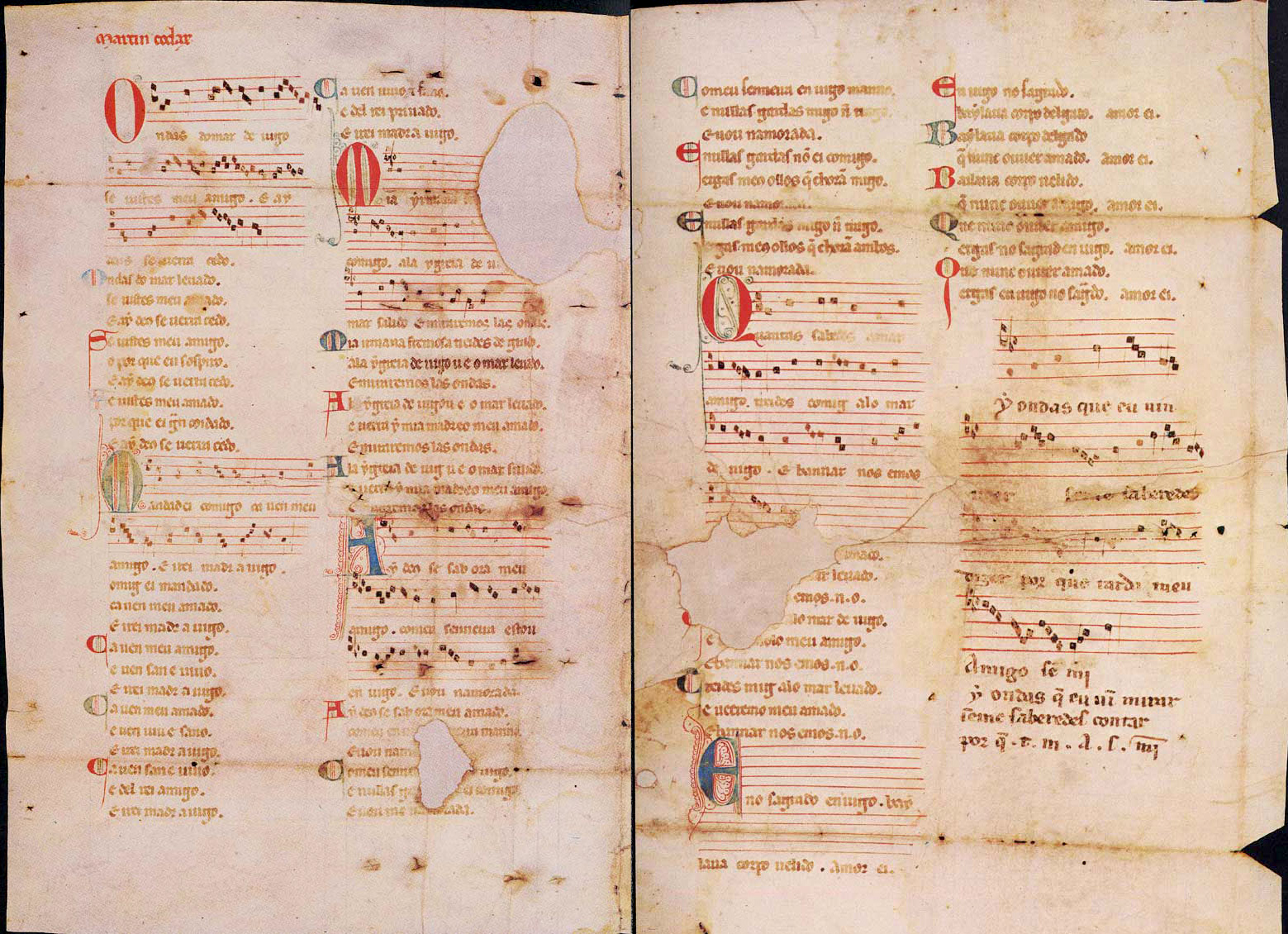
Les cantigas de amigo de Martín Codax

- Airas Corpancho
- Airas Nunes
- Bernal de Bonaval
- Macías O Namorado (segle xiv)
- Martín Codax
- Mendiño
- Paio Gomes Charinho
- Paio Soares de Taveirós
- Palla
- Xoán de Cangas

## Portugal
- Afonso Sanches
- Aires Corpancho
- Bernardo Bonaval
- Dionís de Portugal
- João Garcia de Guilhade
- João Soares de Paiva
- João Lobeira
- João Zorro
- Pedro Afonso, conde de Barcelos
- Nuno Fernandes Torneol

## Trobadors occitans
Alguns trobadors occitans van compondre, encara que sigui anecdòticament, algunes composicions en l'estil i la llengua de la lírica gallegoportuguesa.
- Bonifaci Calvo (dues composicions)